# Geneva Open 2022 - Qualificazioni singolare
Le qualificazioni del singolare maschile del Geneva Open 2022 sono state un torneo di tennis preliminare per accedere alla fase finale della manifestazione. I vincitori dell'ultimo turno sono entrati di diritto nel tabellone principale. In caso di ritiro di uno o più giocatori aventi diritto a questi sono subentrati i lucky loser, ossia i giocatori che hanno perso nell'ultimo turno ma che avevano una classifica più alta rispetto agli altri partecipanti che avevano comunque perso nel turno finale.

## Teste di serie
1. Facundo Bagnis (qualificato)
2. Henri Laaksonen (primo turno)
3. Peter Gojowczyk (primo turno)
4. Marco Cecchinato (qualificato)

1. Christopher O'Connell (qualificato)
2. Pablo Cuevas (ultimo turno)
3. Vitaliy Sachko (ultimo turno)
4. Lukáš Rosol (ultimo turno)

## Qualificati
1. Facundo Bagnis
2. Christopher O'Connell

1. Johan Nikles
2. Marco Cecchinato

## Tabellone

### Legenda
| - Q = Qualificato - WC = Wild card - LL = Lucky loser | - ALT = Alternate - SE = Special Exempt - PR = Protected Ranking | - w/o = Walkover - r = Ritirato - d = Squalificato |

### Sezione 1
|  | Primo turno | Primo turno    | Primo turno    | Primo turno | Primo turno |  |  | Ultimo turno | Ultimo turno   | Ultimo turno   | Ultimo turno | Ultimo turno |  |
|  |             |                |                |             |             |  |  |              |                |                |              |              |  |
|  | 1           | Facundo Bagnis | 4              | 6           | 6           |  |  |              |                |                |              |              |  |
|  |             | Lukáš Klein    | 6              | 3           | 2           |  |  | 1            | Facundo Bagnis | Facundo Bagnis | 6            | 6            |  |
|  | Alt         | Lucas Gerch    | Lucas Gerch    | 6(1)        | 3           |  |  | 7            | Vitaliy Sachko | Vitaliy Sachko | 2            | 3            |  |
|  | 7           | Vitaliy Sachko | Vitaliy Sachko | 7           | 6           |  |  |              |                |                |              |              |  |

### Sezione 2
|  | Primo turno | Primo turno           | Primo turno           | Primo turno | Primo turno |  |  | Ultimo turno | Ultimo turno          | Ultimo turno          | Ultimo turno | Ultimo turno |  |
|  |             |                       |                       |             |             |  |  |              |                       |                       |              |              |  |
|  | 2           | Henri Laaksonen       | Henri Laaksonen       | 4           | 3           |  |  |              |                       |                       |              |              |  |
|  |             | Benjamin Hassan       | Benjamin Hassan       | 6           | 6           |  |  |              | Benjamin Hassan       | Benjamin Hassan       | 62           | 4            |  |
|  |             | Gonçalo Oliveira      | Gonçalo Oliveira      | 63          | 4           |  |  | 5            | Christopher O'Connell | Christopher O'Connell | 7            | 6            |  |
|  | 5           | Christopher O'Connell | Christopher O'Connell | 7           | 6           |  |  |              |                       |                       |              |              |  |

### Sezione 3
|  | Primo turno | Primo turno     | Primo turno     | Primo turno | Primo turno |  |  | Ultimo turno | Ultimo turno | Ultimo turno | Ultimo turno | Ultimo turno |  |
|  |             |                 |                 |             |             |  |  |              |              |              |              |              |  |
|  | 3           | Peter Gojowczyk | Peter Gojowczyk | 3           | 3           |  |  |              |              |              |              |              |  |
|  |             | Johan Nikles    | Johan Nikles    | 6           | 6           |  |  |              | Johan Nikles | Johan Nikles | 6            | 6            |  |
|  | WC          | Jakub Paul      | Jakub Paul      | 2           | 3           |  |  | 8            | Lukáš Rosol  | Lukáš Rosol  | 4            | 4            |  |
|  | 8           | Lukáš Rosol     | Lukáš Rosol     | 6           | 6           |  |  |              |              |              |              |              |  |

### Sezione 4
|  | Primo turno | Primo turno      | Primo turno      | Primo turno | Primo turno |  |  | Ultimo turno | Ultimo turno     | Ultimo turno     | Ultimo turno | Ultimo turno |  |
|  |             |                  |                  |             |             |  |  |              |                  |                  |              |              |  |
|  | 4           | Marco Cecchinato | Marco Cecchinato | 6           | 6           |  |  |              |                  |                  |              |              |  |
|  |             | Julian Lenz      | Julian Lenz      | 3           | 2           |  |  | 4            | Marco Cecchinato | Marco Cecchinato | 6            | 6            |  |
|  | WC          | Damien Wenger    | Damien Wenger    | 4           | 2           |  |  | 6            | Pablo Cuevas     | Pablo Cuevas     | 1            | 3            |  |
|  | 6           | Pablo Cuevas     | Pablo Cuevas     | 6           | 6           |  |  |              |                  |                  |              |              |  |